# FSM (autofabrikant)

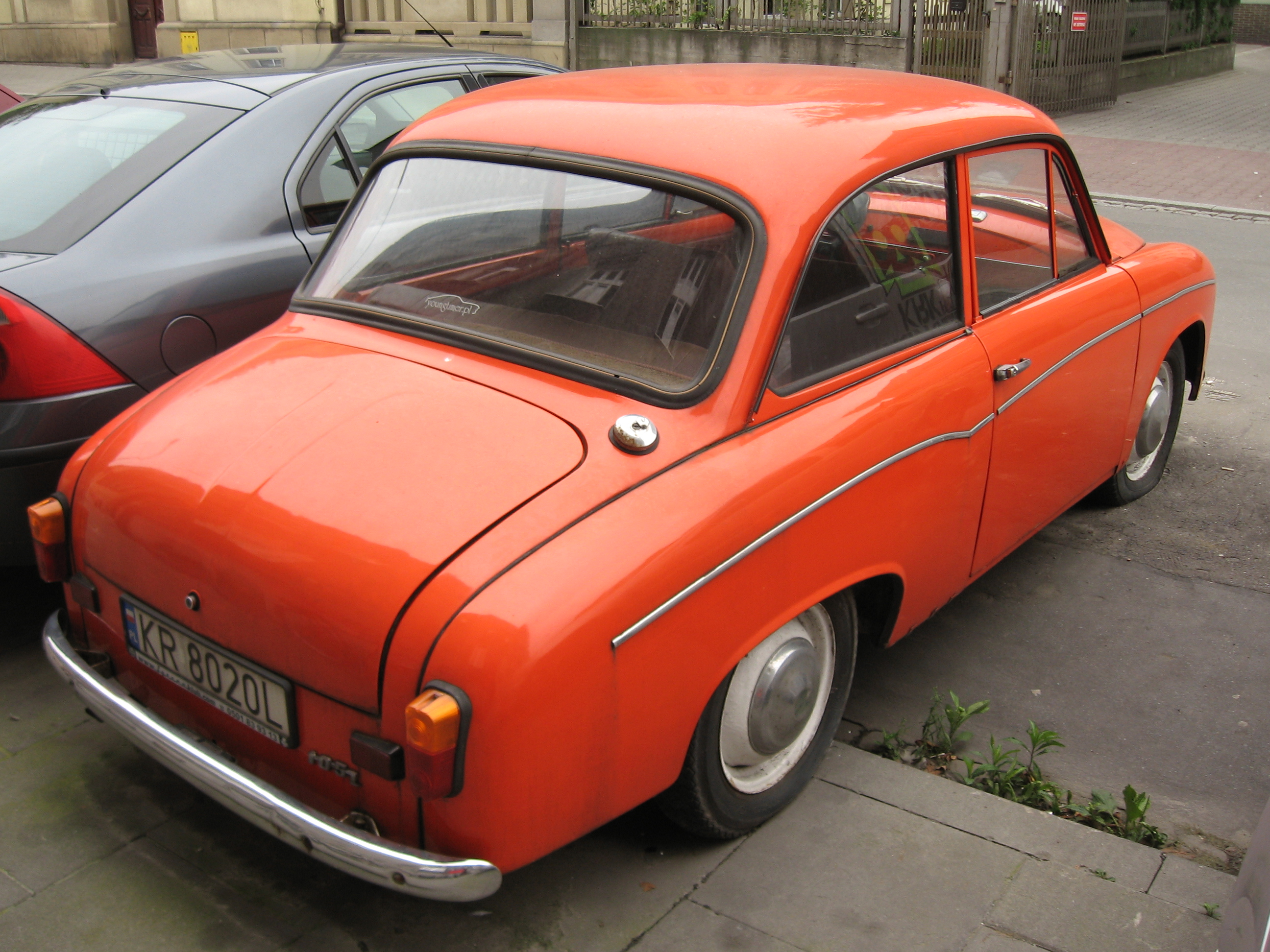
Syrena 105

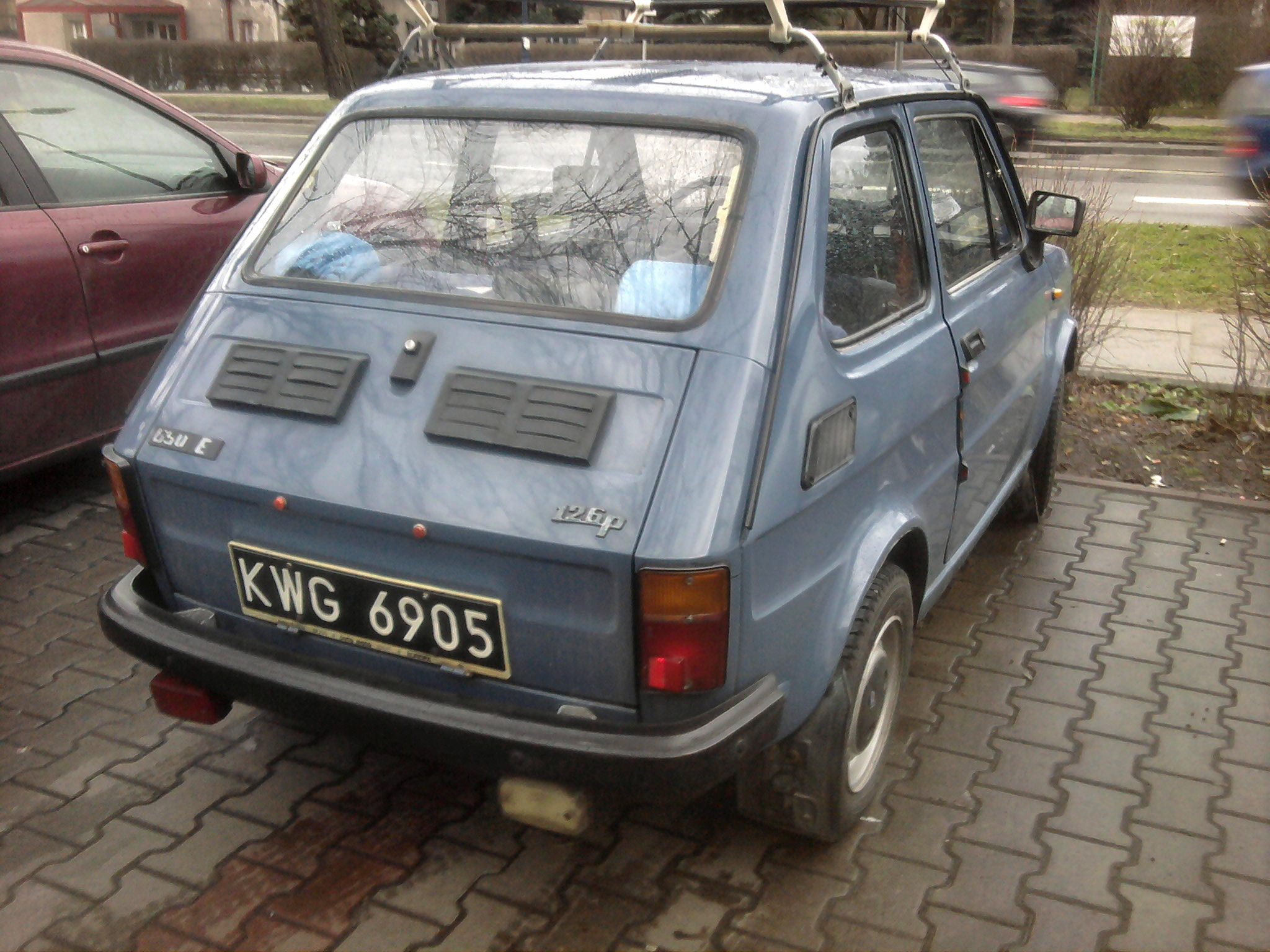
Polski Fiat 126p

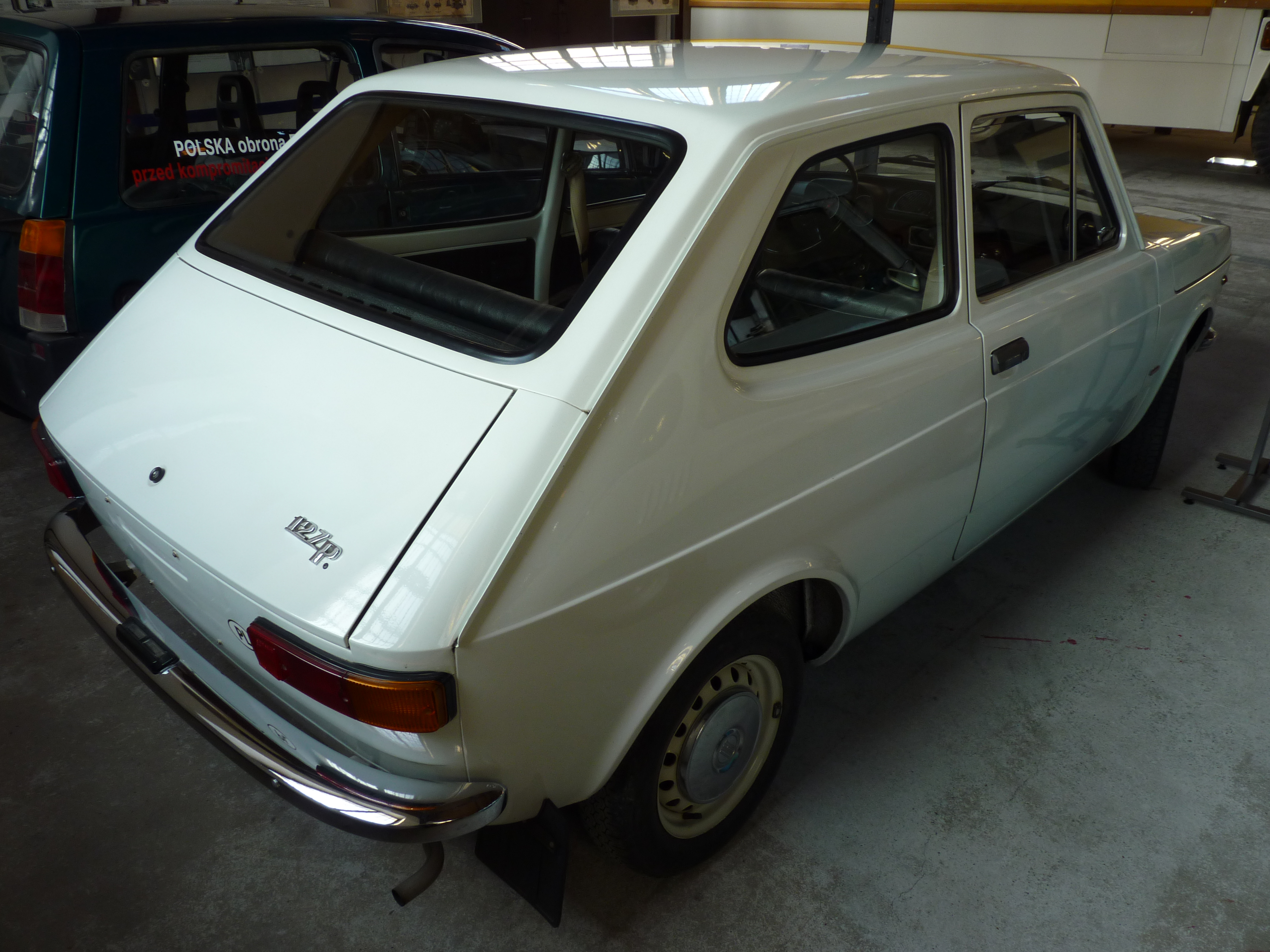
Polski Fiat 127p

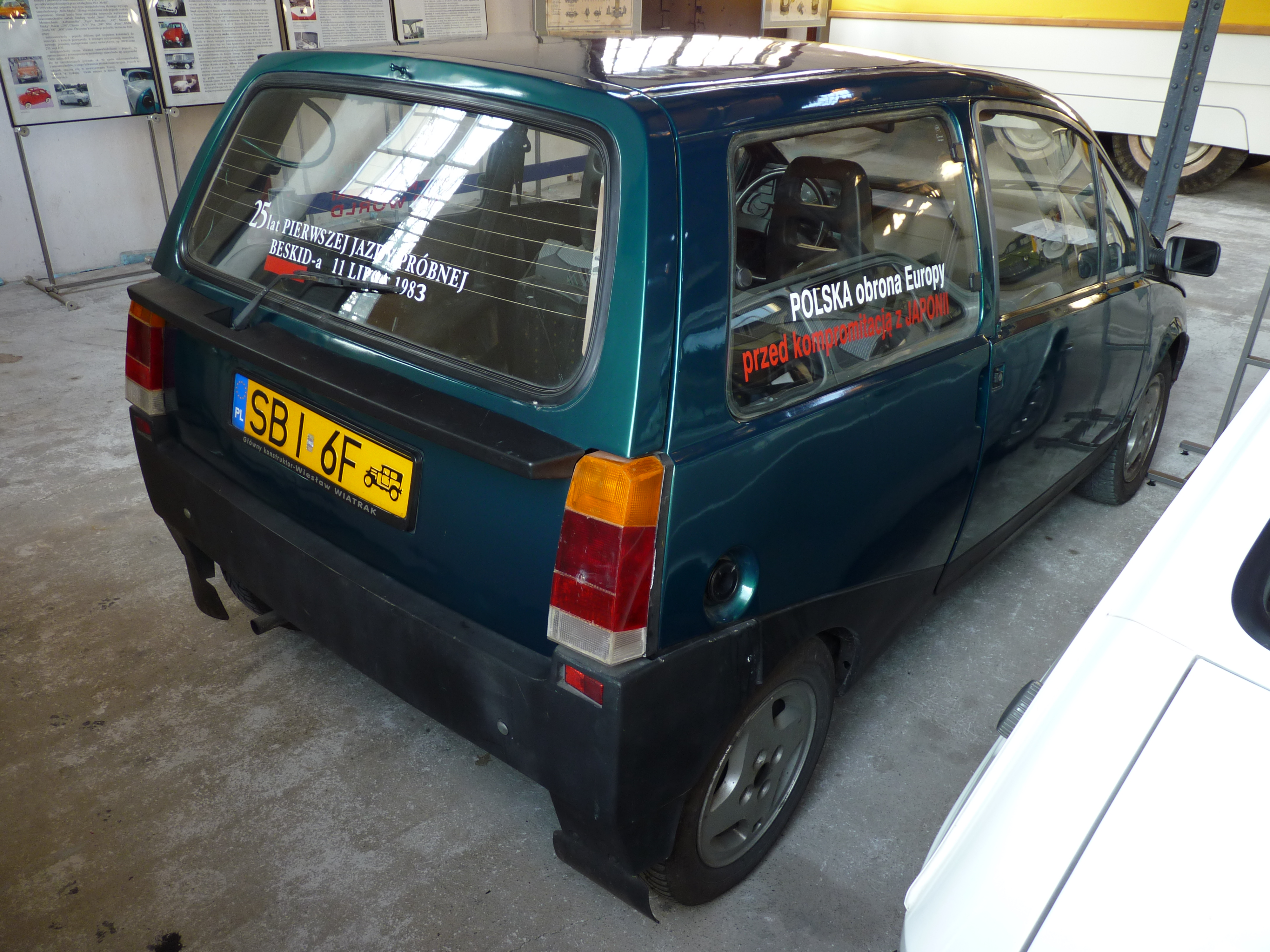
Beskid 106

FSM of Fabryka Samochodów Małolitrażowych (Fabriek voor auto's met kleine cilinderinhoud) uit Bielsko-Biała is een Poolse autofabriek, vaak verward met FSO. De fabriek is in 1872 opgericht, er werden vanaf het begin mechanische apparaten gemaakt. Later fungeerde de fabriek onder de naam BKPMot als toeleverancier van de Poolse automobielindustrie. Hier ontstonden onder andere tweetaktmotoren voor stationair gebruik en voor de brandweer: gunstige voorwaarden voor de overname van de Syrena-productie van FSO in 1971.

## Syrena
In augustus 1971 startte de productie van de Syrena 105 in Bielsko-Biała. Voor dat doel was vanaf maart 1970 de fabriek omgestructureerd en de naam gewijzigd in FSM. Vanaf dat moment zouden op 43.000 m³ 7500 medewerkers uitsluitend voor de Syrena actief zijn.
Tot 1984 bleef de Syrena in het FSM-programma, jaarlijks ontstonden enkele tienduizenden eenheden. Sinds 1976 werd de Syrena Bosto (Syrena 105 B, een bestelwagen met achterste zijruiten) gebouwd, waar veel vraag naar was.

## Polski Fiat 126p
Parallel met de overname van de Syrena kwam het in oktober 1971 tot de afsluiting van een verdrag over de licentieproductie van de Fiat 126 en de bekostiging en nieuwbouw van fabrieksinstallaties in Bielsko-Biała en Tychy. De kleine auto - opvolger van de succesvolle Fiat 500 - zou gelijktijdig in Italië (Cassino en Mirafiori) en in Polen ontstaan. Hier werd een jaarcapaciteit van 150.000 eenheden aangehouden. De Poolse uitvoeringen kregen de typeaanduiding 126p, in Oost-Europa werden ze verkocht onder de merknaam Polski Fiat, in West-Europa werd de merknaam Fiat gebruikt.
De stamfabriek van FSM in Bielsko-Biała zou in eerste instantie als opleidingsbedrijf en - voorlopig - voor eindmontage dienen. Overigens leverde FSM nog voor het begin van de 126p-serieproductie motoren en versnellingsbakken aan Fiat. In het kader van een ontwikkelingsprogramma werden in juni 1973 de eerste 126's uit importonderdelen gemonteerd. Daarna namen de 13 bedrijfsonderdelen van FSM met haar in totaal 18.000 medewerkers langzaam de eigen productie van alle onderdelen over. Tegelijkertijd werd bij FSM in kleine aantallen ook de Fiat 127 als Polski Fiat 127p gemonteerd (in 1974 drieduizend eenheden).
Met stijgende productieaantallen van de 126p groeide ook de FSM-organisatie. Medio jaren zeventig beschikte die over 25.000 medewerkers. Er waren nieuwe toeleveranciers bijgekomen (bijvoorbeeld de gieterij in Skoczow en de smederij in Ustron). Sloten, beslagen en elektrische onderdelen kwamen uit Sosnowiec, een bedrijf dat ook aan FSO en het Russische Lada leverde. In 1975 startte de productie ook in Tychy (onder andere carrosseriebewerking, spuiterij, beklederij), waar oorspronkelijk de eindmontage voorzien was.
Bij FSM beperkte men zich niet tot de oerversie van de 126. Vanaf 1974 werden er verschillende prototypes gemaakt en doorontwikkelingen in productie genomen. De jaren 1976-1978 markeerden de bloeitijd van de kleine Polski Fiat. In 1977 bereikte de jaarproductie 160.000 complete auto's en 110.000 aandrijflijnen (export-compensatielevering). Meer dan twee derde van alle Fiats 126 werd intussen door een in Polen gemaakte motor aangedreven. In 1978 kon de jaarproductie naar 200.000 126p's worden opgevoerd. In het jaar daarop eindigde de productie van de kleine Fiat in Italië maar FSM produceerde dapper door. In 1986, toen meer dan 1,7 miljoen 126p's de Poolse banden verlaten hadden, overschreed men de jaarproductie van 200.000 auto's. Bijna 50% van de kleine Fiats werd geëxporteerd. FSM omvatte intussen achttien bedrijven en had in totaal 28.000 medewerkers. De 126p bleef uiteindelijk tot 2000 in productie.

## Beskid
Naast de productie en doorontwikkeling van de 126p was FSM sinds 1983 bezig met studies voor een zelf ontwikkelde kleine auto. Zo ontstonden de projecten en prototypes van de wigvormige modellen Beskid 106, 107 en 108. De aerodynamisch gunstig gevormde driedeurs hatchbacks zouden eveneens over tweecilindermotoren (652 cc) met 23 kW beschikken. De Cw-waarde van slechts 0,29 en een gewicht van 630 kg hielpen hem aan een verbruik van 4,2 l/100 km en een acceleratie van 0-100 km/u in 19 seconden. De buitenmaten waren 3235 x 1530 x 1360 mm. Deze auto's kwamen echter niet uit het prototype-stadium. In plaats daarvan werd in september 1987 een vijftienjarig verdrag met Fiat in Italië afgesloten, voor de 126p-opvolger Fiat Cinquecento die in 1991 bij FSM in productie ging.
FSM werd in 1991 door Fiat overgenomen en de fabriek maakt tegenwoordig nog altijd Fiat-modellen, onder andere de Panda.
- Library of Congress Control Number: no2017096439
- Virtual International Authority File: 139413176